# Saint-Paul (Saboia)
Saint-Paul é uma comuna francesa na região administrativa de Auvérnia-Ródano-Alpes, no departamento de Saboia. Estende-se por uma área de 13,25 quilômetros quadrados. Em 2010 a comuna tinha 718 habitantes (densidade: 54,2 hab./km²).